# EPOXI
EPOXI fue una misión espacial no tripulada de la NASA, dirigida por la Universidad de Maryland, que usó la sonda espacial Deep Impact, tras la finalización de su misión principal. Esta misión estudió planetas extrasolares y visitó un cometa.
El cometa elegido en primer lugar fue el llamado cometa Boethin, pero ante la imposibilidad de localizarlo por parte de los astrónomos finalmente se decidió dirigirlo hacia el cometa Hartley 2. Se ha teorizado que el Boethin se ha fragmentado en trozos demasiado pequeños como para ser detectables. El sobrevuelo del Boethin estaba previsto para el 5 de diciembre de 2008. El control de misión comenzó a dirigir la sonda hacia su nuevo objetivo el 1 de noviembre de 2007, mediante un encendido de 3 minutos de sus cohetes para cambiar su velocidad. Se realizaron 3 sobrevuelos a la Tierra antes de alcanzar su objetivo. La sonda realizó el primer sobrevuelo de la Tierra el 31 de diciembre de 2007, el segundo el 29 de diciembre de 2008 y el tercero el 27 de junio de 2010 .El sobrevuelo del Hartley tuvo lugar el 4 de noviembre de 2010
El día 8 de agosto de 2013 la misión finalizó, al perderse definitivamente el contacto con la sonda. Luego de reiterados intentos de comunicación durante un mes.